# Aloysius Atuegbu
Aloysius Atuegbu (Jos, Nigeria británica, 29 de abril de 1953-25 de mayo de 2008) fue un futbolista de Nigeria que jugó en la posición de delantero.

## Carrera

### Club
| Periodo   | Club          |
| --------- | ------------- |
| 1973-1975 | Mighty Jets   |
| 1976-1983 | Enugu Rangers |
| 1983-1986 | Ranchers Bees |

### Selección nacional
Jugó para Nigeria en 53 ocasiones de 1974 a 1981 y anotó siete goles; participó en los Juegos Olímpicos de Moscú 1980, los Juegos Panafricanos de 1978 y en tres ediciones de la Copa Africana de Naciones.

## Logros

### Club
- Liga Premier de Nigeria (3): 1977, 1981, 1982
- Copa de Nigeria (3): 1976, 1981, 1983
- Recopa Africana (1): 1977

### Selección nacional
- Copa Africana de Naciones (1): 1980